# Teufel (Heraldik)

Teufel liegend vom Erzengel Michael besiegt, Wappen von Archangelsk

Der Teufel ist in der Heraldik eine gemeine Figur und wird in Menschengestalt mit zwei Hörnern, geschwänzt und mit Pferdefuß dargestellt. Häufig wird der Kampf mit den Erzengeln Gabriel oder Michael im Wappen gezeigt. Der Engel steht im Wappen siegend über den liegenden Satan.
Die Darstellung des Teufels ist nicht einheitlich. Ihm werden zur Erkennung auch Flügel, meistens Fledermausflügel, beigegeben und er kommt bisweilen mit einem Dreizack daher. Spitze Ohren oder kurzer Kinnbart (Zickenbart) sollen sein Aussehen „verschönen“.
Die Farbgebung ist nicht festgelegt; oft wird Schwarz oder Rot bevorzugt.
Gelegentlich wird das Wappenbild redend für den Familiennamen Teufel.
|  |  |  |  |  |  |